# الفتاة ذات وشم التنين (فلم 2011)
الفتاة ذات وشم التنين (بالإنجليزية: The Girl with the Dragon Tattoo) هو فيلم إثارة وغموض سويدي أمريكي صدر في 2011 مقتبس من رواية سويدية بنفس الاسم للكاتب ستيج لارسون.
الفيلم من إخراج ديفيد فينشر وبطولة دانيال كريغ في دور (ميكائيل بلومكفيست) وروني مارا في دور (ليزبيث سالاندر)، وتروي أحداث الفيلم قصة الصحفي بلومكفيست ومساعدته الشابة سالاندر في مهمتهم لمعرفة ما حدث لفتاة أَختفت منذ 40 عام في ظل ظروف غامضة وغير معروفة، والتي من المحتمل أن تكون قد قُتلت.

## القصة
(ميكائيل بلومكفست)، هو صحفي وشريك في ملكية المجلة السويدية «ميلينيوم»، كان قد خسر حديثاً قضية تشهير تنطوي على ادعاءات حول الملياردير الصناعي (هانز-إريك ونرستروم). وحكم عليه بدفع تعويضات مالية ضخمة.
وبعد تلك القضية بوقت قصير دعي لمقابلة (هنريك فانغر)، وهو رجل غني من عائلة غامضة وهو أيضاً الرئيس التنفيذي المتقاعد لشركة «فانغر»، غير مدرك أن (فانغر) قد كلف بالتحقيق في ماضى بلومكفست الشخصي والمهني، ووعد (بلومكفست) بمكافأة مالية كبيرة وأدلة قاطعة ضد (ونستروم) مقابل حله للغز الذي حيره لمدة 40 عام. الا وهو لغز أختفاء حفيدة أخيه التي اختفت دون أثر منذ 40 عام في ظل ظروف غير معروفة، وقال (فانغر) أنه يعتقد أن أحد أفراد العائلة قد قتل (هارييت) وأخفى جثتها. فيوافق (بلومكفست) على عرض (فانغر) بسبب حاجته لتلك الأدلة التي وعده بها، فينتقل للسكن في إحدى ممتلكات فانغر.
(ليزبيث سالاندر)، هي شابة وحيدة لا أقارب لها، وهي شخصية غير اجتماعية ابداً ولا تتمتع بالأهلية القانونية منذ كانت طفلة، ولهذا السبب وضعت تحت رعاية وصي قانوني هو (هولجر بالمغرن) الذي أصيب بسكتة دماغية. الوصي الجديد عليها هو (نيلس بيرمن)، كان سادي النزعة وكان يستخدم سلطته من أجل استغلالها جنسياً.
عندما طلب (بلومكفست) من مستشار شركة «فانغر» أن يدبر له من يساعده في البحث في سجلات الشركة، أرشده إلى مكان سكن (سالاندر)، التي بحثت في ماضي (بلومكفست) قبل استدعئه للمقابلة، فيذهب من أجل إقناعها بالانضمام إليه، فيبدأن بالعمل سوياً من أجل حل لغز اختفاء (هارييت)، وخلال بحثهم يواجهون بعض الألغاز والمواقف الغامضة التي تزيد من صعوبه مهمتهم.

## طاقم التمثيل
- دانيال كريغ بدور ميكائيل بلومكفست
- روني مارا بدور ليزبيث سالاندر
- كريستوفر بلامر بدور هنريك فانغر
- روبين رايت بدور اريكا بيرغر
- جولي ريتشاردسون بدور أنيتا فانغر/هارييت فانغر
- ستيفين بيركوف بدور ديرتش فرود
- يوريك فان فاغينينغين بدور نيلس بيرمن
- ستيلان سكارسغارد بدور مارتن فانغر
- جيرالدين جيمس بدور سيسيليا فانغر
- غوران فيسنجيك بدور دراغان آرمانسكي

## الإنتاج
التصوير بدأ في ستوكهولم، السويد في سبتمبر 2010، وانتقل إلى زيوريخ، سويسرا في أوائل ديسمبر 2010، قبل التوقف للكريسماس. التصوير أستؤنف في إستديوهات سوني وإستديوهات بيرامونت في لوس أنجلوس، قبل العودة إلى السويد في الربيع. براد بيت وجوني ديب وجورج كلوني وفيجو مورتينسين، كانوا مرشحين للعب دور (ميكائيل بلومكفيست) ولكن في النهاية فاز دانيال كريغ بالدور. جيف كورننويث أخذ مكان المصور السينمائي الأساسي فريدريك باكار بعد ثمانية أسابيع.

### الموسيقى التصويرية
قام بإنتاج الموسيقى التصويرية ترينت ريزنور وأتيكوس روس الحائزين على جائزة جائزة الأوسكار لأفضل موسيقى تصويرية.

## الجوائز
ترشح الفيلم لـ 35 جائزة، بما فيهم جائزتين غولدن غلوب و5 جوائز اوسكار، وحصل على 12 جائزة.
ترشيحات الأوسكار:
- أفضل ممثلة: روني مارا
- أفضل تصوير سينمائي: جيف كورننويث
- أفضل مونتاج: كيرك باكستر وأنغوس وول (فاز بها)
- أفضل مونتاج صوتي: رين كلايس
- أفضل خلط أصوات: بين باركر، رين كلايس، مايكل سيمانيك، بو بيرسون

ترشيحات الغولدين غلوب:
- أفضل موسيقى تصويرية: ترينت ريزنور وأتيكوس روس
- أفضل ممثلة في فيلم سينمائي درامي: روني مارا

جائزة الغرامي:
- أفضل موسيقى تصويرية في فيلم (فاز بها)